# Birbhanpur
Birbhanpur es una ciudad censal situada en el distrito de Varanasi en el estado de Uttar Pradesh (India). Su población es de 8233 habitantes (2011). 

## Demografía
Según el censo de 2011 la población de Birbhanpur era de 8233 habitantes, de los cuales 4269 eran hombres y 3964 eran mujeres. Birbhanpur tiene una tasa media de alfabetización del 72,99%, superior a la media estatal del 67,68%: la alfabetización masculina es del 85,33%, y la alfabetización femenina del 59,89%.